# Авторска песен
Авторска песен или бардовска музика е песенен жанр, възникнал в началото и средата на XX век в различни страни. Негови отличителни особености са съвместването в едно лице едновременно на автора на музиката, на текста и на изпълнителя, най-често при съпровод на китара. Приоритетен по значимост е текстът пред музиката.

## История
Авторска песен като ново явление и жанр възниква в много страни почти едновременно.
През годините в бившия СССР възниква този жанр въз основата на градските романси на Александър Вертински и на уличната „блатна“ песен. Следва развитието ѝ на по-високо стъпало основно от руски поети дисиденти. Едни от първите представители са Александър Галич, Булат Окуджава, Михаил Анчаров, Юз Алешковски и много други. Следващото поколение е представено от Владимир Висоцки, Юрий Кукин, Юрий Визбор, Новелла Матвеева, Вера Матвеева и много други. Най-често те са наричани бардове. Бардовите песни са повлияли на някои руски рок групи като Машина времени.
В Германия (ГДР и ФРГ) се наричат Liedermache, като това са първоначално са песните на Бертолд Брехт. Авторски песни пише в ГДР писателят дисидент Волф Бирман.
В Италия се наричат cantautor. Най-известни представители са Луиджи Тенко и Фабрицио де Андре.
Във Франция най-сполучливо изпълнителите на авторска песен или бардовска музика са наречени auteur-compositeur-interprète – Жорж Брасенс, Жак Брел, Лео Фере и много други. В известен смисъл и творчеството на Шарл Азнавур може да се отнесе към авторската песен.
В САЩ изпълнителите на жанра авторска песен са наречени singer-songwriter. Най-известни представители са Фил Оукс, Пит Сигер, Том Пакстън и Боб Дилън, Крис Кристофърсън, Ленард Коен и други.
От Латинска Америка придобива популярност Виктор Хара от Чили.
В България авторски песни с текст, музика и изпълнение има Недялко Йорданов, както и много други. Недялко Йорданов има 89 авторски песни, на които той е едновременно създател на текста и музиката, и изпълнител.